# Hilda Zeier
Hilda Zeier je bivša hrvatska plivačica, bivša jugoslavenska reprezentativka u plivanju.
Godine 1958. i 1961. je proglašena za športašicu godine lista Narodni sport (kasnije Sportske novosti).